# إتشينوه
إتشينوه  هي بلدية في اليابان، وبلدة في اليابان، تقع في إيواته، بلغ عدد سكانها 12,166  نسمة وذلك حسب إحصائيات سنة 2018، تبلغ مساحتها 300.03 كيلومتر مربع.

## الموقع
تشترك في الحدود مع:
- نينوهي، إيواته
- Iwate District, Iwate [الإنجليزية]‏
- هاتشيمانتاي، إيواته
- مقاطعة كونوه  [لغات أخرى]‏.